# Ratpenat frugívor de l'illa Krakatoa
El ratpenat frugívor de l'illa Krakatoa (Cynopterus titthaecheilus) és una espècie de ratpenat de la família dels pteropòdids. Viu a Indonèsia i Timor Oriental. El seu hàbitat natural són els boscos secundaris, però també se'l pot trobar en hàbitats pertorbats. És una espècie en risc mínim, és a dir, no sembla que hi hagi cap amenaça significativa per a la seva supervivència.